# اچ‌ای ۱۵۲۳–۰۹۰۱
اج‌ای ۱۵۲۳-۰۹۰۱ یک ستاره است که در صورت فلکی ترازو قرار دارد.